# Sašo Vrabič
Sašo Vrabič, slovenski slikar, glasbenik in fotograf, * 1974, Slovenj Gradec.

## Življenjepis
Sašo Vrabič se je rodil v Slovenj Gradcu. Po končani Srednji šoli za oblikovanje in fotografijo v Ljubljani (1992), se je vpisal na Akademijo za likovno umetnost in oblikovanje v Ljubljani, kjer je leta 1998 diplomiral pri Andreju Jemcu iz slikarstva in 2001 magistriral pri Lojze Logarju. Sodeloval je tudi na številnih skupinskih razstavah, projektih, projekcijah, delavnicah, večinoma po Evropi, obeh Amerikah in Aziji. Sodeloval je na več selekcioniranih razstavah, kamor je bil povabljen s strani selektorjev in kustosov: Francesco Bonamija, Victorja Missiana, Petra Weibla, Tadeja Pogačarja, Petje Grafenauer, Zdenke Badovinac, Igorja Zabela, Igorja Španjola, Alenke Gregorič, Aleksandra Basina, Tomaža & Taje Brejc, Christine Van Assche, Frédérique Baumgartner, Staneta Bernika, Katje Ceglar, Ješe Denegrija, Alenke Domjan, Aurore Fonda, Sabine Jaroschka, Marko Košana, Jerneja Kožarja, Dunje Kukovec, Edit Molnár, Nataše Petrešin, Bojane Piškur, André Rouilléa, Lilijane Stepančič, Nevenke Šivavec, Brede Škrjanec, Tomislava Vignjevića, Sabrine Zannier, Milene Zlatar, Božidarja Zrinskega, ter drugih.
Glasba
Od leta 2001 do 2017 je aktivno sodeloval z zasedbo Perpetuum Jazzile in drugimi vokalnimi zasedbami kot sta Bassless ter Xplozion, večinoma kot beatboxer (vokalni perkusionist). Avtor samostojnih glasbenih projektov. 
Njegova mama Zorka je od leta 1973 do 1992 pela pri ansamblu Fantje treh dolin. 

## Izbor razstav
Solo
2023 V oblaku, Kosovelov dom, Sežana
2021 Obrni ploščo, Koroška galerija likovnih umetnosti, Galerija Ravne + Razstavišče Koroške osrednje knjižnice dr. Franca Sušnika, Ravne na Koroškem 2017 Ne-bo, Galerija Vodnikove domačije Šiška, Ljubljana
2016 Daleč stran, tako blizu, Galerija Kresija, Ljubljana
2014 Ljubezen in strah, Galerija Velenje,  Velenje
2009 In situ, Galerija Simulaker, Novo mesto
2007 Pogrešani (ekrani), Galerija Ganes Pratt, Ljubljana
2006 Siemens_artLab, Dunaj
2006 Obrazi, Mestna galerija Nova Gorica
2006 Prijazno mesto, Savinov likovni salon, Žalec
2005 Obrigado meu amor, Mala galerija, Ljubljana
2004 Pojdimo proč za nekaj časa, Galerija A+A, Benetke
2001 Nedelja za Bežigradom, Bežigrajska galerija, Ljubljana
1999 Zvočne slike, Koroška galerija likovnih umetnosti, Slovenj Gradec
1997 This Town Ain't Big Enough for Both of Us, Galerija P74, Ljubljana (skupaj z Žigo Karižem)
Skupinske
2023 Figuralika – izbrani primeri iz slovenske umetnosti, Cukrarna, Ljubljana; Rembrandt Experience Award, Rijksmuseum, Amsterdam; 2022 SinNe – wahrnehmung und ausnahme (ČutiLa – zaznava in izjema), Milštatski samostan, Milštat; 2021 Živimo v vznemirljivih časih; Slovenska umetnost v Evropskem parlamentu, Evropski parlament, Bruselj; Art Zagreb, Muzej Nikole Tesle, Zagreb; Nesvrstani, Lauba, Zagreb; 2020 Svobodno sonce, Mestna galerija, Ljubljana; 2020 Alptraum (Nightmare), Torrance Art Museum – TAM, Torrance, Kalifornija; 2019 SELFIE/sh/ME, Avtoportreti, Mestna galerija in Galerija Herman Pečarič, Piran; Čas brez nedolžnosti. Novejše slikarstvo v Sloveniji, Moderna galerija, Ljubljana; Made in China: Successes And Failures, Galerija Photon, Dunaj; Nove pozicije, Galerija Y, Ljubljana; 2018 Trienale sodobne umetnosti na Koroškem, Koroška galerija likovnih umetnosti, Slovenj Gradec; 2017 Vis-à-vis, UGM
2016 Better Doggy Style Then No Style, Mestna galerija, Ljubljana
2015 Slovnica svobode / Pet lekcij, dela iz zbirke Arteast 2000+, Garage Museum of Contemporary Art, Moskva, Rusija
2014/15 Magija umetnosti: Protagonisti slovenske sodobne umetnosti 1968-2013, Villa Manin (Passariano-Codroipo), Italija, Künstlerhaus, Dunaj, Avstrija (feb.) / Glipoteka, Hrvaška (apr.)
2014 Instantes entre el placer y el dolor (Trenutki užitka in bolečine), Galerija Santafe. Bogotá, Kolumbija
2013 East + Europe : Eastern European Contemporary Art Exhibition, Hongkong
2013 Urban Landscapes in Contemporary European Painting, Geneve
2012 Skoraj pomlad / 100 let slovenske umetnosti, Slavija, UGM, Maribor
2011 Migetacije, Sokolski dom, Škofja Loka
2010 Imagine, Galerija Škuc, Ljubljana
2010 Hočemo biti svobodni, kot so bili očetje, MGLC, Ljubljana
2009 Finalisti nagrade OHO, Center in galerija P74, Ljubljana
2008 Troskok, Künstlerforum, Bonn
2008 Nematična področja: Video umetnost v Sloveniji po letu 2000, Galerija Gannes Pratt, Ljubljana
2008 Razstava “Slovensko slikarstvo po letu 1945 iz umetniške zbirke NLB”, Hôtel de Ville, Grote Markt, Stadhuis, Bruselj (kat.)
2007 Slikarski projekt, Galerija Ganes Pratt, Ljubljana (kat.)
2007 Bad Girls & Bad Boys, Mestna galerija (produkcija Galerija Gannes Pratt), Ljubljana
2006/07 Sodobna fotografija na slovenskem, UGM + Grajska galerija in sinagoga, Galerija-muzej Lendava
2006 Berlaymont-summa artis, Palača Berlaymont, Bruselj
2006 Intimno, Mestna galerija Piran (kat.)
2006 Prekinjene zgodovine, Moderna galerija, Ljubljana
2005 Teritoriji, identitete, mreže: Slovenska umetnost 1995–2005, Moderna galerija Ljubljana
2005 Central, New Art from New Europe, Kunst Forum, Dunaj (kat.)
2004 7 grehov: Ljubljana – Moskva, Moderna galerija, Ljubljana (kat.)
2004 Pilot:1, mednarodni umetniški forum in razstava, Limehouse Townhall, London
2004 Destinations – Pet umetnikov iz Slovenije, Temple Bar Gallery, Dublin
2004 Old habits die hard, Hamburger Bahnhof, Berlin
2004 Mediji v sliki, Galerija Cankarjevega doma, Ljubljana
2003 U3, 4. trienale sodobne slovenske umetnosti: TUKAJ IN TAM, Moderna galerija, (kat.)
2003 Far away, Art Museum, Eskilstuna, Švedska
2003 Fotografija leta 2003, Cankarjev dom, Ljubljana
2002 My Body is My Business, Projekcija: FA221, UMBC, Baltimore
2002 Becomings / Postajanja, Chapelle de Sorbonne, Pariz
2001 24.mednarodni grafični bienale, Moderna galerija, Ljubljana (kat.)
2001 Oko in njegova resnica, spektakel in resničnost v slovenski umetnosti 1984-2001, Moderna galerija, Ljubljana
2001 Revizije; slika 70+ 90, Galerija P74, Ljubljana (kat.)
2001 Solovideo, Galerija Spazio Erasmus Brera, Milano
2000 Wie Weg / Disappeared, Pavel-Haus, Pavlova hiša, Laafeld, Potrna (kat.)
1999 Young and Serious: Recycled Image, Budimpešta (kat.)
1999 Okus po mestu, Galerija Škuc
1997 U3-2. Trienale sodobne slovenske umetnosti, Moderna galerija, Ljubljana
1997 Biotop tam, kjer dobro uspevam, Galerija P74, Ljubljana
1997 Umetnik in urbano okolje, Koroška galerija likovnih umetnosti, Slovenj Gradec (kat.)

## Priznanja in nagrade
2004 Bernekerjeva nagrada, Slovenj Gradec
1999 Študentska Prešernova nagrada za slikarstvo, ALUO